# تپه گورستان گبری
تپه قبرستان گبری مربوط به دوران‌های تاریخی پس از اسلام است و در شهرستان تاکستان، کیلومتر۱ قره کوسلر به آقچه کند واقع شده و این اثر در تاریخ ۲۵ اسفند ۱۳۷۸ با شمارهٔ ثبت ۲۶۸۰ به‌عنوان یکی از آثار ملی ایران به ثبت رسیده است.